# Allan Tånneryd
Sven Allan Sigvard Tånneryd, född den 2 januari 1911 i Molkom, Värmlands län, död den 4 december 2001 i Stockholm, var en svensk ingenjör. Han var far till Jan Tånneryd.
Tånneryd avlade examen vid Chalmers tekniska institut 1936. Han var vägingenjörsassistent i Jämtlands län 1936–1939, byråingenjör vid Väg- och vattenbyggnadsstyrelsen 1940–1941, förste byråingenjör vid Kommunikationsdepartementet 1942–1943, vägingenjör i Gävleborgs län 1944–1945, byrådirektör vid Arbetsmarknadsstyrelsen 1946–1949, byråchef vid Väg- och vattenbyggnadsstyrelsen 1950–1955, överingenjör i Arbetsmarknadsstyrelsen 1956–1959, vice verkställande direktör för Allmänna ingenjörsbyrån 1960–1965, verkställande direktör där 1965–1969, konsult hos Kjessler & Mannerstråle 1970–1976, styrelseordförande där 1972–1975 och konsult i Utvecklingsfonden i Stockholms län 1977–1980. Tånneryd var ledamot av Ingenjörsvetenskapsakademiens transportforskningkommissions väg- och fordonskommitte 1952, ordförande där 1964–1975 och ordförande i Svenska Väg- och vattenbyggares Riksförbund 1958–1960. Han var ledamot eller ordförande i flera statliga utredningar. Tånneryd blev riddare av Nordstjärneorden 1954.